# Великий Уркат
Великий Урка́т (рос. Большой Уркат, ерз. Сире Саньф) — село у складі Єльниківського району Мордовії, Росія. Входить до складу Єльниківського сільського поселення.
Населення — 219 осіб (2010; 260 у 2002).
Національний склад (станом на 2002 рік):
- мордва — 85 %